# Eu (Augusto dos Anjos)
Eu e outras poesias, conhecido também apenas como Eu, é o único livro de poesia de Augusto dos Anjos,  publicado no Rio de Janeiro no ano de 1912.
A obra se destaca pela visão da vida, numa espécie de réplica à idealização dos temas praticados pelo Parnasianismo. Nessa obra, o autor exprime melancolia, ao mesmo tempo em que desafia os parnasianos, utilizando palavras não-poéticas como verme, cuspe, vômito, entre outras. A obra só possuiu grande vendagem após a morte do poeta. Alguns a consideram uma obra expressionista, outros vêem nela características impressionistas, sendo comumente classificada como pertencente ao pré-modernismo brasileiro. Ele também foi considerado romântico por muitos dos seus críticos brasileiros pois sua poesia parlamentarista não agradou a todos os intelectuais negligentes da época. 
Do ponto de vista da linguagem, destacam-se as imagens estranhas, que se aproximam do expressionismo (“Como uma pele de rinoceronte / Estendida por toda a minha vida!”, em “As cismas do destino”), a exploração da sonoridade (“Eu e o esqueleto esquálido de Ésquilo”, em “Sonho de um monista”) e o recurso aos superlativos (“Misericordiosíssimo”, em “A um carneiro morto”). É notável ainda como o poeta consegue fazer conviver o rigor formal da regularidade métrica e da recorrência a rimas raras com o coloquialismo que marcaria a poesia modernista posterior (“Porque o madapolão para a mortalha / Custa 1$200 ao lojista!”, em “Os doentes”).